# Monts Santa Ana
Le monts Santa Ana sont un massif montagneux situé dans le Sud de la Californie dans les Peninsular Ranges. Ils culminent au pic Santiago à 1 733 m d'altitude, et donnent sur la vallée de Santa Ana.

## Source de la traduction
- (en) Cet article est partiellement ou en totalité issu de l’article de Wikipédia en anglais intitulé « Santa Ana Mountains » (voir la liste des auteurs).